# Багдасаров Володимир Григорович
Володимир Григорович Багдасаров (нар. 2 серпня 1929, Кам'янське, РРФСР — пом. 15 липня 2010, Дніпродзержинськ, Дніпропетровська область, Україна) — радянський футболіст та тренер, виступав на позиції півзахисника.

## Клубна кар'єра
Футбольну кар'єру розпочав 1953 року в аматорському колективі «Хімік» (Дніпродзержинськ). Два роки по тому перебрався в «Спартак» (Самарканд). У 1956 році повернувся в Хімік, у складі якого з 1957 по 1959 рік виступав у Класі «Б». Футбольну кар'єру завершив 1959 року.

## Кар'єра тренера
По завершенні кар'єри гравця розпочав тренерську діяльність. Спочатку допомагав тренувати дніпродзержинський «Дніпровець». З 5 вересня 1965 року по 4 червня 1966 рік очолював вище вказаний клуб. Потім тренував аматорські колективи Дніпропетровської області «Титан» (Вільногірськ) та «Самара» (Новомосковськ). З 1976 по 1978 рік очолював павлоградський «Колос». У 1979 році очолив дніпродзержинський «Металург». Потім працював на посаді технічного директора дніпродзержинського клубу, а з 9 травня по 4 червня 1980 року знову очолював «Металург». потім протягом багатьох років тренував дітей в одній із ДЮСШ.